# Chiesa di San Leone (Baltimora)
La chiesa di San Leone, costruita nel 1880-81, è una chiesa cattolica di Baltimora, Maryland negli Stati Uniti d'America. È stata la prima chiesa a Baltimora e nel Maryland, e una delle prime in tutti gli Stati Uniti, ed essere edificata espressamente per servire ad una comunità di immigranti italiani.

## Storia
I primi italiani arrivarono a Baltimora agli inizi del XIX secolo, ma fu dopo la guerra civile americana e l'Unità italiana che l'immigrazione assunse un carattere di massa, in particolare da Campania, Abruzzi e Sicilia. La chiesa di San Vincenzo dei Paoli su Front Street rappresentò il primo punto di aggregazione religiosa della comunità italiana, in maggioranza cattolica. La chiesa tuttavia non era molto vicina ai quartieri di residenza degli italiani e soprattutto non era pronta ad accogliere fedeli che non fossero di madrelingua inglese. Nel 1874 un sacerdote italiano originario di Torino, Joseph Leo Andreis fu chiamato ad assistere i fedeli italiani, ma fu chiaro al vescovo Gibbons di Baltimora che questo non era che il primo passo. Il vescovo aveva già promosso la costruzione di chiese nazionali per gli immigranti tedeschi e irlandesi. Il passo successivo fu quindi il 25 giugno 1880 l'acquisto di un terreno per la costruzione di una chiesa che servisse alle necessità di tutti gli immigrati italiani di Baltimora. Joseph Leo Andreis ne fu designato come il parroco. La chiesa fu dedicata a San Leone Magno, in onore al pontefice del tempo, papa Leone XIII.
La cerimonia per la posa della prima pietra si svolge il 12 settembre 1880, con grande concorso di popolo, una processione e discorsi pubblici. I lavori procedettero molto speditamente: già il 23 gennaio 1881 padre Andreis celebrò la messa nel seminterrato della chiesa, non ancora completata. La cerimonia ufficiale di dedicazione avvenne il 18 settembre 1881.
Nei locali della parrocchia aprì la scuola già nel 1882 e nel 1895 vi si collocò anche una palestra, il St. Leo's Club. Attorno alla chiesa si sviluppò la Little Italy (Baltimora).
La chiesa sopravvisse intatta al grande incendio del 1904 che devastò gran parte del centro di Baltimora, un evento che la comunità interpretò come un segno del favore divino e celebrò con una grande processione di ringraziamento a sant'Antonio.
Nel 1915 fu aperto l'orfanotrofio, che fungeva anche da asilo e doposcuola per i figli di famiglie impegnate nel lavoro.
Una lapide sulla parete esterna della chiesa ricorda i parrocchiani che combatterono durante la prima guerra mondiale. Nel 1922 una prima pubblicazione celebra il 40 anniversario della parrocchia.
Gli anni tra le due guerre furono quelli di maggior attività della Little Italy, pur segnata dalla grande depressione.
Lo scoppio della seconda guerra mondiale vide ancora una volta la parrocchia in prima linea in supporto allo sforzo bellico. Una seconda lapide su posta il 22 giugno 1947 sulla parete esterna della chiesa in onore dei veterano e in memoria dei caduti.
Dal 1947 al 1959 Thomas D'Alessandro, cresciuto nella parrocchia, divenne il primo sindaco italoamericano di Baltimora.
Nel 1981 il centesimo anniversario della fondazione della chiesa fu celebrato con una pubblicazione che ripercorre la storia della parrocchia. Analoghe iniziative si sono ripetute in occasione del 120 anniversario nel 2001.
La chiesa è tuttora il principale punto di riferimento dei cattolici italiani a Baltimora.

### Parroci
- Joseph Leo Andreis (1881-1903)
- Thomas J. Monteverdi (1903-1905)
- Pasquale Di Paola (1905-09)
- Joseph M. Riedl (1909-25)
- Henry Gerlen (1925-27)
- Giovanni Benedetti (1927-28)
- Valentino Marino (1928-29)
- Hector Messina (1928-36)
- Florian Radaelli (1936-43)
- Louis J. Lulli (1943-46)
- Angelo Caso (1946-50)
- Louis J. Lulli (1950-52)
- Mario Schettino (1952-59)
- Flavian Bonifazi (1959-63)
- Louis Florio (1963-67)
- Peter Camillucci (1967-69)
- Marco Martorelli (1969-72)
- Amalio Greco (1972-75)
- Nicholas Rinaldi (1975-79)
- Anthony Lorento (1979-81)
- Louis J. Lulli (1981-)
- Michael Salerno (1997-2006)
- Salvatore C. Furnari (2006-

## Architettura
La chiesa fu costruita tra il 1880 ed il 1881 ad opera dell'architetto E. Francis Baldwin, noto soprattutto per la progettazione a Baltimora di edifici commerciali e industriali.
Architettonicamente, l'edificio in mattoni rappresenta un insolito mix di elementi all'italiana, romanici e classici, ed è un buon esempio di eclettismo vittoriano applicato ad una chiesa.
La facciata è dotata di un alto portico d'ingresso, sormontato da rosone. Un campanile quadrato sorge nell'angolo nord-est della chiesa.
L'interno è a tre navate, diviso da colonne che si estendono per una lunghezza su cinque campate.
L'edificio non è stato sostanzialmente modificato dopo la sua costruzione, e quindi preserva intatta la sua integrità. Nel 1983 la chiesa di San Leo è stato inserita nel National Register of Historic Places.